# Typhlocarcinodes piroculatus
Typhlocarcinodes piroculatus is een krabbensoort uit de familie van de Chasmocarcinidae. De wetenschappelijke naam van de soort is voor het eerst geldig gepubliceerd door Rathbun.